# Río Tama en la provincia de Musashi
Río Tama en la provincia de Musashi (武州玉川 Bushū Tamagawa?) es una estampa japonesa de estilo ukiyo-e obra de Katsushika Hokusai. Producida en el período Edo, entre 1830 y 1832, forma parte de la célebre serie Treinta y seis vistas del monte Fuji. Retrata un paisaje del río Tama, con el monte Fuji al fondo.

## Escenario
El río se origina en las montañas Okuchichibu y desemboca en la bahía de Tokio —Edo en la época de Hokusai— de tal forma que separa las prefecturas de Tokio y Kanagawa. Los tramos superior, más alejados de la ciudad de Ōme, son un área pintoresca que inspiraron durante siglos poemas y pinturas; en la actualidad, la zona está urbanizada. En el período Edo, tanto el río Sumida como el Tama formaban parte de la vida cotidiana de la capital, este último especialmente porque proporcionaba agua a sus habitantes a través de un acueducto.

## Descripción
Sobre las aguas del río Tama navega un bote de transbordo cargado de ramas y algún pasajero, que se dirige hacia la profundidad de la impresión, lo que dirige la mirada del espectador hacia la montaña. La impresión retrata el amanecer, con una niebla anaranjada que va revelando el curso fluvial. Las líneas que marcan el murmullo del agua en la zona blanca están pintadas en relieve, y también se aprecia el uso de la técnica bokashi para la gradación del color en el cielo y la niebla. El tono azul intenso del Fuji se hace eco de los colores de los árboles de la costa, de tal manera que se vincula el primer plano con el espacio más lejano. A la «serenidad de la escena» se le añade la figura solitaria que, mientras guía un caballo de carga cerca de la orilla, alza la mirada para contemplar la montaña. Ediciones posteriores se caracterizan por colores más fuertes, mayor contraste y bordes negros.